# Phyllodoce hartmanae
Phyllodoce hartmanae är en ringmaskart som beskrevs av Blake och Walton 1977. Phyllodoce hartmanae ingår i släktet Phyllodoce och familjen Phyllodocidae. Inga underarter finns listade i Catalogue of Life.